# الكأس السوفيتي 1984–85
الكأس السوفيتي 1984–85 هو الموسم 44 من كأس الاتحاد السوفيتي. أقيم خلال الفترة 31 يوليو 1984 وحتى 23 يونيو 1985، وأشرف على تنظيمه الاتحاد السوفيتي لكرة القدم، وكان عدد الأندية المشاركة فيه 50، وفاز فيه دينامو كييف.